# Agriotypus himalensis
Agriotypus himalensis är en stekelart som beskrevs av Mason 1971. Agriotypus himalensis ingår i släktet Agriotypus och familjen brokparasitsteklar. Inga underarter finns listade i Catalogue of Life.